# Друкер, Софья Юрьевна
Софья Юрьевна Друкер (Соня Гиршевна, 1907—1984) — советская певица (драматическое сопрано). Народная артистка БССР (1955).

## Биография
В 1930 окончила Белорусский музыкальный техникум.
В 1930—1932 училась в Белорусской студии оперы и балета, в 1932-36 — в Белорусской консерватории. Совершенствовалась как артистка оперы в Белорусской студии оперы и балета.
В 1933—1941 и 1944—1977 годах — солистка Государственного театра оперы и балета БССР.
В годы Второй мировой войны пела в Саратовском театре оперы и балета.
Скончалась 21 апреля 1984 года.

### Партии
- «В пущах Полесья» А. В. Богатырёва — Авгинья
- «Михась Подгорный» Е. К. Тикоцкого — Марыся
- «Князь Игорь» А. П. Бородина — Ярославна
- «Русалка» А. С. Даргомыжского — Наташа
- «Мазепа» П. И. Чайковского — Мария
- «Пиковая дама» П. И. Чайковского — Лиза
- «Чародейка» П. И. Чайковского — Кума Анастасия
- «Черевички» П. И. Чайковского — Оксана
- «Аида» Дж. Верди — Аида
- «Тоска» Дж. Пуччини — Тоска
- «Страшный двор» С. Монюшко — «Часникова»
- «Запорожец за Дунем» С. С. Гулак-Артёмовского — Адарка
- «Обручение в Монастыре» С. С. Прокофьева — Дуэнья
- «Морозко» М. И. Красева — Фроська
- «Цыганский барон» И. Штрауса — Мирабелла

## Награды
- орден «Знак Почёта» (20.06.1940) — за выдающиеся заслуги в деле развития белорусского театрального и музыкального искусства